# Delta-lambda-notatie
De delta-lambda-notatie, meestal afgekort tot δλ-notatie, is een specifieke notatie in de coördinatiechemie. In coördinatieverbindingen is behalve de elektrovalentie ook het aantal liganden van belang. Om dit eenduidig te kunnen benoemen, wordt gebruikgemaakt van de δλ-notatie. Hierbij geeft δ het aantal liganden en λ de valentie van het centrale coördinerende atoom aan. De waarden van δ en λ worden met Arabische cijfers in superscript boven de δ en λ gezet.
Fosfor komt in verbindingen zowel met valentie vijf als drie voor, als fosfor(V) en als fosfor(III). Een fosfine {\displaystyle {\ce {R3P}}} wordt als een {\displaystyle \delta ^{3}\lambda ^{3}}-verbinding aangeduid: fosfor bezit valentie drie en heeft drie liganden. Kaliumhexacyanoferraat(II) is een {\displaystyle \delta ^{6}\lambda ^{3}}-ijzerverbinding. IJzer bezit valentie drie en heeft zes cyanideliganden.